# Huangling, Guangdong
Huangling (kinesiska: 黄岭) är en köping i sydöstra Kina. Den ligger i stadsdistriktet Dianbai i staden Maoming i provinsen Guangdong, omkring 260 kilometer sydväst om provinshuvudstaden Guangzhou. Antalet invånare är 31 655. Befolkningen består av 15 136 kvinnor och 16 519 män. Barn under 15 år utgör 30 %, vuxna 15-64 år 58 %, och äldre över 65 år 10,0 %.